# Antoni Maria Alcover i Sureda
Antoni Maria Alcover i Sureda (Santa Cirga, 2 febbraio 1862 – Palma di Maiorca, 1º agosto 1932) è stato uno scrittore spagnolo.
Era anche un ecclesiastico, linguista, architetto di diverse chiese e giornalista. Per il suo lavoro a favore della lingua catalana, è stato chiamato "apostolo del linguaggio".
Le principali opere di Alcover sono il dizionari català-valencià-balear, la collezione Aplec de rondalles mallorquines d'en Jordi des Racó, La flessione verbale nei dialetti catalani e la gestione e il finanziamento di l'Edició de les Obres de Ramon Llull.

## Biografia
È nato il giorno della Candelora (2 febbraio), figlio di Antonio Alcover e Caterina Sureda, ricchi agricoltori. Ha vissuto i primi anni secondo i costumi tradizionali di Maiorca, in un ambiente molto religioso. A quindici anni è andato a vivere a Palma per studiare in seminario. Ben presto divenne noto come un oratore senza compromessi in quanto il suo carattere forte lo fece prendere parte a polemiche furiose. Da giovane, si distingue per la sua capacità di scrivere che gli ha permesso di scrivere la favola tanto come un articolo o commenti su temi di attualità.
Nel 1898, il nuovo vescovo di Maiorca, Pere Campins, lo ha nominato Vicario generale della diocesi, incarico che ha mantenuto fino al 1916. Nel 1905 ha vinto le opposizioni alla sapiente canone di Maiorca, che nel 1921 è stato il decano.